# Caustic Window (álbum)
Caustic Window (também conhecido como Caustic Window LP) é um álbum de Richard D. James sob o pseudônimo Caustic Window.  Seu lançamento estava previsto para 1996, mas apenas algumas tiragens de teste foram produzidas. Depois que uma cópia apareceu para venda no Discogs em 2014, ela foi comprada e distribuída digitalmente por meio de uma campanha no Kickstarter e posteriormente vendida no eBay por US$ 46.300.

## Lançamento
Embora as faixas "Phlaps" e "Cunt" tenham aparecido em compilações na década de 1990, o lançamento do álbum foi cancelado. Pelo menos cinco cópias foram impressas em 1994. Pelo menos uma foi vendida através do Record & Tape Exchange em Camden no final da década de 1990. Uma das cópias apareceu no Discogs em 2014 com o preço de US$ 13.500. Em resposta, We Are the Music Makers, um fórum de música eletrônica, negociou com a Rephlex Records e iniciou um projeto no Kickstarter no qual os patrocinadores receberam uma cópia digital do álbum. Mais de US$ 47.000 foram arrecadados.
Após a campanha do Kickstarter, a cópia foi vendida em um leilão do eBay. O dinheiro arrecadado com a venda foi dividido igualmente entre os contribuidores do Kickstarter, Richard D. James e Médicos Sem Fronteiras. A cópia foi comprada por Markus "Notch" Persson, o criador do Minecraft, por US$ 46.300.

## Recepção crítica
| Críticas profissionais        | Críticas profissionais |
| Avaliações da crítica         | Avaliações da crítica  |
| Fonte                         | Avaliação              |
| ----------------------------- | ---------------------- |
| Consequence of Sound          | C+                     |
| Pitchfork                     | 8.1/10                 |
| Resident Advisor              | 4/5                    |
| The Rolling Stone Album Guide | [ 12 ]                 |

Mark Richardson da Pitchfork nomeou Caustic Window como a "melhor nova reedição" da semana e escreveu: "O LP Caustic Window provavelmente não teria deixado uma marca significativa e teria sido ouvido como um James de segunda linha. Vinte anos depois, porém, estamos ouvindo-o com aquela aura, aquele toque extra de saudade que vem de quão escassa a música de James se tornou. E sob essa luz, second tier ainda é muito bom." Derek Staples da Consequence of Sound escreveu que "as maiores joias dentro desta coleção destacam a visão de James sobre a música eletrônica de dança", com "exemplos iniciais do tech-house agora em alta... Este lançamento pode não ter correspondido aos altos padrões da gravadora, mas continua relevante em uma comunidade em constante transição." 

## Lista de faixas
| N.º | Título                     | Duração |  |
| 1.  | "Flutey"                   | 8:20    |  |
| 2.  | "Stomper 101mod Detunekik" | 7:26    |  |
| 3.  | "Mumbly"                   | 5:31    |  |
| 4.  | "Popeye"                   | 1:19    |  |
| 5.  | "Fingertrips"              | 4:17    |  |
| 6.  | "Revpok"                   | 3:43    |  |
| 7.  | "AFX Tribal Kik"           | 1:06    |  |
| 8.  | "Airflow"                  | 5:06    |  |
| 9.  | "Squidge in the Fridge"    | 4:09    |  |
| 10. | "Fingry"                   | 4:51    |  |
| 11. | "Jazzphase"                | 4:23    |  |
| 12. | "101 Rainbows Ambient Mix" | 8:52    |  |
| 13. | "Phlaps"                   | 3:50    |  |
| 14. | "Cunt"                     | 4:16    |  |
| 15. | "Phone Pranks"             | 2:16    |  |

## Links externos
- Campanha do Kickstarter para Caustic Window